# Volta ao Algarve 2003
La Volta ao Algarve 2003, ventinovesima edizione della corsa, si svolse dal 19 al 23 febbraio su un percorso di 676 km ripartiti in 5 tappe, con partenza a Tavira e arrivo a Malhão. Fu vinta dal danese Claus Michael Møller della Milaneza-MSS davanti al colombiano Víctor Hugo Peña e al portoghese Pedro Cardoso.

## Tappe
| Tappa  | Data        | Percorso                             | km    | Vincitore di tappa   | Leader cl. generale  |
| ------ | ----------- | ------------------------------------ | ----- | -------------------- | -------------------- |
| 1ª     | 19 febbraio | Tavira > Tavira                      | 178   | Ángel Edo            | Ángel Edo            |
| 2ª     | 20 febbraio | Lagoa > Vila Real de Santo António   | 172   | Alberto Loddo        | Ángel Edo            |
| 3ª     | 21 febbraio | Lagos > Lagos                        | 153,8 | Cândido Barbosa      | Ángel Edo            |
| 4ª     | 22 febbraio | Guia > Albufeira (cron. individuale) | 10,5  | Claus Michael Møller | Claus Michael Møller |
| 5ª     | 23 febbraio | Loulé > Malhão                       | 161,6 | Pedro Cardoso        | Claus Michael Møller |
| Totale | Totale      | Totale                               | 676   |                      |                      |

## Dettagli delle tappe

### 1ª tappa
- 19 febbraio: Tavira > Tavira – 178 km

| Pos. | Corridore     | Squadra   | Tempo    |
| ---- | ------------- | --------- | -------- |
| 1    | Ángel Edo     | Milaneza  | 4h41'23" |
| 2    | Michael Barry | US Postal | s.t.     |
| 3    | Jon Bru       | LA-Pecol  | s.t.     |

| Pos. | Corridore     | Squadra   | Tempo    |
| ---- | ------------- | --------- | -------- |
| 1    | Ángel Edo     | Milaneza  | 4h41'13" |
| 2    | Michael Barry | US Postal | a 4"     |
| 3    | Óscar Serrano | ASC       | a 5"     |

### 2ª tappa
- 20 febbraio: Lagoa > Vila Real de Santo António – 172 km

| Pos. | Corridore       | Squadra  | Tempo    |
| ---- | --------------- | -------- | -------- |
| 1    | Alberto Loddo   | Lampre   | 4h17'25" |
| 2    | Cândido Barbosa | LA-Pecol | s.t.     |
| 3    | Ángel Edo       | Milaneza | s.t.     |

| Pos. | Corridore       | Squadra  | Tempo    |
| ---- | --------------- | -------- | -------- |
| 1    | Ángel Edo       | Milaneza | 8h58'32" |
| 2    | Jon Bru         | LA-Pecol | a 9"     |
| 3    | Cândido Barbosa | LA-Pecol | a 1"     |

### 3ª tappa
- 21 febbraio: Lagos > Lagos – 153,8 km

| Pos. | Corridore       | Squadra  | Tempo    |
| ---- | --------------- | -------- | -------- |
| 1    | Cândido Barbosa | LA-Pecol | 3h59'36" |
| 2    | Jacek Morajko   | Antarte  | s.t.     |
| 3    | Ángel Edo       | Milaneza | s.t.     |

| Pos. | Corridore       | Squadra  | Tempo     |
| ---- | --------------- | -------- | --------- |
| 1    | Ángel Edo       | Milaneza | 12h58'01" |
| 2    | Cândido Barbosa | LA-Pecol | a 7"      |
| 3    | Jon Bru Pascal  | LA-Pecol | a 14"     |

### 4ª tappa
- 22 febbraio: Guia > Albufeira (cron. individuale) – 10,5 km

| Pos. | Corridore            | Squadra   | Tempo  |
| ---- | -------------------- | --------- | ------ |
| 1    | Claus Michael Møller | Milaneza  | 13'27" |
| 2    | Víctor Hugo Peña     | US Postal | a 9"   |
| 3    | David Muñoz          | Kelme     | a 13"  |

| Pos. | Corridore            | Squadra   | Tempo     |
| ---- | -------------------- | --------- | --------- |
| 1    | Claus Michael Møller | Milaneza  | 13h11'51" |
| 2    | Víctor Hugo Peña     | US Postal | a 9"      |
| 3    | Cândido Barbosa      | LA-Pecol  | a 12"     |

### 5ª tappa
- 23 febbraio: Loulé > Malhão – 161,6 km

| Pos. | Corridore            | Squadra  | Tempo    |
| ---- | -------------------- | -------- | -------- |
| 1    | Pedro Cardoso        | Milaneza | 4h07'19" |
| 2    | Claus Michael Møller | Milaneza | a 2"     |
| 3    | David Bernabéu       | Milaneza | s.t.     |

| Pos. | Corridore            | Squadra   | Tempo     |
| ---- | -------------------- | --------- | --------- |
| 1    | Claus Michael Møller | Milaneza  | 17h19'06" |
| 2    | Víctor Hugo Peña     | US Postal | a 15"     |
| 3    | Pedro Cardoso        | Milaneza  | a 34"     |

## Classifiche finali

### Classifica generale
| Pos. | Corridore            | Squadra    | Tempo     |
| ---- | -------------------- | ---------- | --------- |
| 1    | Claus Michael Møller | Milaneza   | 17h19'06" |
| 2    | Víctor Hugo Peña     | US Postal  | a 15"     |
| 3    | Pedro Cardoso        | Milaneza   | a 34"     |
| 4    | David Bernabéu       | Milaneza   | a 38"     |
| 5    | Cândido Barbosa      | LA-Pecol   | a 39"     |
| 6    | Bruno Castanheira    | LA-Pecol   | a 56"     |
| 7    | Francisco Pérez      | Milaneza   | a 59"     |
| 8    | Simone Bertoletti    | Lampre     | a 1'01"   |
| 9    | Unai Yus             | Cantanhede | a 1'27"   |
| 10   | Juan Olmo            | Barbot     | a 1'28"   |